# Rafael Banquells

Rafael Banquells

Rafael Banquells Garafulla (La Habana, 25 de junio de 1917-Ciudad de México, 27 de octubre de 1990) fue un actor y director de cine y televisión mexicano de origen español. Es recordado por haber dirigido y protagonizado Gutierritos (1958).

## Biografía y carrera
Era hijo de padres españoles. Nació en Cuba durante una gira de sus padres, los cuales eran actores. Realizó los estudios primarios en Barcelona. Durante la Segunda República española trabajó en una compañía de teatro aficionado pero se profesionalizó en el cine cuando en el año 1936 participó en Nuestra Natacha de Benito Perojo, con guion de Alejandro Casona.Tras la Guerra civil española marchó a Francia, de allí a México, donde desde el año 1940 empezó a colaborar en filmes mexicanos de Luis Buñuel (Él, 1953). Trabajó un tiempo en Los Ángeles para la Metro-Goldwyn-Mayer pero a finales del año 1947 regresó a México.
Se casó tres veces; su primera esposa fue la actriz Blanca de Castejón. Su segundo matrimonio fue con la actriz y productora Silvia Pinal teniendo una hija con ella: La actriz Sylvia Pasquel. Su última esposa fue la actriz Dina de Marco con quien tuvo cinco hijos: José Manuel, Rocío Banquells (actriz y cantante), Mary Paz Banquells (actriz), Ariadne Banquells y Rafael Banquells Jr. (actor y director). 
Sus nietos son Stephanie Salas Banquells, Viridiana Frade Banquells fallecida en 1988 a la edad de 2 años de edad, Joseph y Anette Banquells Rivero, Pamela Méndez Banquells y Rodrigo Berlanga Banquells; Diego, Alejandro y Sebastián Adame Banquells, Alexandra y Natalia Banquells. Por último, Laura, Fernanda y Rafael Banquells González Aragón.

### Muerte
Falleció el 27 de octubre de 1990 en la Ciudad de México, a los 73 años de edad.[cita requerida]

## Filmografía

### Actuación

#### Cine
- Ni de aquí, ni de allá (1988)
- La Negrita, el Milagro de Nuestra Señora de los Ángeles (1985) .... Abuelito Julián[3]
- La sucesión (1978)
- El santo oficio (1975)
- Estas ruinas que ves (1979) .... Rector Sebastián Montaña
- En busca de un muro (1973) .... Doctor
- Vidita negra (1973)
- Pubertinaje (1971) .... (Segmento "Una cena de Navidad")
- El sinvergüenza (1971)
- Santo contra Blue Demon en la Atlántida (1969) .... Profesor Gerard / X22
- La alegría de vivir (1965)
- Pulgarcito (1958)
- Gutierritos (1959) .... Ángel "Gutierritos" Gutiérrez
- El secreto de Pancho Villa (1957)
- Los tres mosqueteros y medio (1957)
- El tesoro de Pancho Villa (1957)
- Teatro del crimen (1957)
- Esposas infieles (1956)
- El medallón del crimen (1956)
- El rey de México (1956)
- La sombra vengadora (1956)
- Pura vida (1956)
- El asesino X (1955)
- La sombra vengadora vs. La mano negra (1954)
- La visita que no tocó el timbre (1954)
- Reportaje (1953)
- Amor de locura (1953)
- Él (1953) .... Ricardo Luján
- Cuando los hijos pecan (1952) .... Gonzalo
- Pasionaria (1952) .... Juan
- Recién casados... no molestar (1951)
- Vivillo desde chiquillo (1951)
- La marca del zorrillo (1950)
- El pecado de Laura (1949)
- Una mujer con pasado (1949)
- La última noche (1948)
- Enrédate y verás (1948)
- Reina de reinas: La Virgen María (1948)
- El amor abrió los ojos (1947)
- La vida íntima de Marco Antonio y Cleopatra (1947)
- Bel Ami (1947)
- Los que volvieron (1946)
- Su última aventura (1946)
- María Magdalena (1946)
- Los nietos de don Venancio (1946)
- Cuando escuches este vals (1944)
- El médico de las locas (1944)
- Las dos huérfanas (1944)
- Internado para señoritas (1943)
- No matarás (1943)
- Resurrección (1943)
- Qué hombre tan simpático (1943)
- Maravilla del toreo (1943)
- Secreto eterno (1942)
- Nuestra Natacha (1936) .... Juan
- La Dama duende (1919)

#### Televisión
- El cristal empañado (1989) .... Luciano.
- Infamia (1981 - 1982) .... Doctor Navarro.
- Soledad (1980 - 1981) .... Licenciado Porfirio Reyes.
- Los ricos también lloran (1979 - 1980) .... Padre Adrián.
- La llama de tu amor (1979).
- Gotita de gente (1978)
- Viviana (1978 - 1979) .... Doctor Nava.
- Humillados y ofendidos (1977 - 1978) .... Don Nicolás.
- Rina (1977) .... Acusador.
- Ha llegado una intrusa (1974 - 1975) .... Don Rafael Moreno
- El carruaje (1972) .... Elías Federico Forey
- Las gemelas (1972) .... Don Raúl Beltrán
- Muchacha italiana viene a casarse (1971 - 1972) .... Joseph
- Adriana (1967) .... Teófilo
- Gutierritos (1966) .... Ángel "Gutierritos" Gutiérrez[4]
- El dolor de vivir (1964)
- Cita con la muerte (1963)
- Destino (1963)
- Codicia (1962)
- El enemigo (1961)
- El hombre de oro (1960)
- La casa del odio (1960)
- Secretaria o mujer (1960)
- Mi esposa se divorcia (1959)
- Gutierritos (1958 / 1965) .... Ángel "Gutierritos" Gutiérrez
- Senda prohibida (1958)

### Dirección
- Días sin luna (1990)
- Abandonada (1985)
- Vivir un poco (1985)
- Principessa (1984)
- Amalia Batista (1983)
- Déjame vivir (1982)
- Los ricos también lloran (1979)
- La venganza (1977)
- Mi hermana la Nena (1976)
- Barata de primavera (1975)
- La doctora (1964)
- Prisionera (1962)
- Divorciadas (1961)
- Elena (1961)
- Honrarás a los tuyos (1959)
- Mi esposa se divorcia (1959)
- El precio del cielo (1959)
- Teresa (1959)
- Gutierritos (1958)
- Un paso al abismo (1958)
- Senda prohibida (1958)

## Premios y nominaciones

### Premios TVyNovelas
| Año  | Categoría                 | Telenovelas              | Resultado |
| ---- | ------------------------- | ------------------------ | --------- |
| 1986 | Mejor dirección de escena | Abandonada Vivir un poco | Nominado  |